# 에미쿠시산
에미쿠시산(Emi Koussi)은 차드의 사하라 사막에 솟아있는 해발 3,415m의 화산으로, 사하라 사막에서 가장 높은 산이다. 이 화산은 순상 화산으로, 정상에 칼데라를 가지고 있는데 그 폭이 12~15km나 된다. 그 안에 칼데라가 또 있는데 폭은 2~3km나 된다. 이 화산은 수단의 마라산과 함께 사하라 사막에 솟아있는 대표적인 화산이다. 작은 분화구 안에는 호수가 있다. 옆에 1개의 측화산을 두고 있다.